# M3U
M3U (MP3 URL) é um formato de arquivo de computador que armazena listas de arquivos multimídia. Foi originalmente implementado pelo Winamp, embora muitos programas tenham passado a oferecer suporte ao formato.
Um arquivo M3U é um arquivo de texto plano que contém os locais de um ou mais arquivos de mídia que o programa deveria executar em seqüência. Cada local é colocado em uma nova linha. Os locais podem ser absolutos ou relativos ao local onde o arquivo da lista está armazenado, ou podem ainda ser URLs. O arquivo ainda pode conter comentários, precedidos do caractere "#". No extended M3U, o caractere "#" também introduz diretivas de comando. Ele tem a função de criar listas de reprodução de diversos tipos de arquivos, como músicas e vídeos, em reprodutores de midia, como Winamp, Windows Media player e Real Time. No entanto, está se tornando uma tecnologia ultrapassada, considerando que alguns programas (como a versão 11.5 do Windows Media Player) já possui a chamada bliblioteca interativa, que contém muitos mais recursos que o M3U.